# Барон Филлимор
Барон Филлимор из Шиплейка в графстве Оксфордшир — наследственный титул в системе Пэрства Соединённого королевства. Он был создан 2 июля 1918 года для британского адвоката и судьи, сэра Уолтера Филлимора, 2-го баронета (1845—1929). Он был судьёй Высокого суда (1897—1913) и судьёй Апелляционного суда (1913—1916).
Титул баронета Филлимора из Coppice в Баронетстве Соединённого королевства был создан 28 декабря 1881 года для сэра Роберта Филлимора (1810—1885), отца первого барона, который также был известным адвокатом и судьей. Роберт Филлимор заседал в Палате общин Великобритании от Тавистока (1853—1857).
Первому лорду Филлимору наследовал его сын, Годфри Уолтер Филлимор, 2-й барон Филлимор (1879—1947). После его смерти титул перешел к его внуку, Роберту Годфри Филлимору, 3-му барону Филлимору (1939—1990). Он был сыном капитана достопочтенного Энтони Фрэнсиса Филлимора (ум. 1940), старшего сына 2-го барона Филлимора, погибшего в бою во время Второй мировой войны. 3-й лорд Филлимор был бездетным, ему наследовал его дядя, Клод Стивен Филлимор, 4-й барон Филлимор (1911—1994), который был архитектором. Его сын, Фрэнсис Стивен Филлимор, 5-й барон Филлимор (1944—2025), который стал преемником своего отца в 1994 году. Он был барристером и проживал в Коппид-холле в Шиплейке в графстве Оксфордшир.
По состоянию на 2025 год носителем титула являлся его сын, Тристан Энтони Стивен Филлимор, 6-й барон Филлимор (род. 1977), который стал преемником своего отца в 2025 году.
Раньше семья Филлимор владела усадьбой Филлимор в Кенсингтоне на западе Лондона. Сейчас же усадьба Филлимор находится на их попечении.

## Баронеты Филлимор из Coppice (1881)
- 1881—1885: Сэр Роберт Джозеф Филлимор, 1-й баронет (5 ноября 1810 — 7 февраля 1885), третий сын политика Джозефа Филлимора (1775—1855)[1];
- 1885—1929: Сэр Уолтер Джордж Фрэнк Филлимор, 2-й баронет[англ.] (21 ноября 1845 — 13 марта 1929), единственный сын предыдущего, барон Филлимор с 1918 года[2].

## Бароны Филлимор (1918)
- 1918—1929: Уолтер Джордж Фрэнк Филлимор, 1-й барон Филлимор[англ.] (21 ноября 1845 — 13 марта 1929), единственный сын сэра Роберта Джозефа Филлимора, 1-го баронета (1810—1885)[2];
- 1929—1947: Годфри Уолтер Филлимор, 2-й барон Филлимор[англ.] (29 декабря 1879 — 28 ноября 1947), третий сын предыдущего[3];
- 1947—1990: Роберт Годфри Филлимор, 3-й барон Филлимор[вд] (24 сентября 1939—1990), единственный сын капитана достопочтенного Энтони Фрэнсиса Филлимора (1907—1940), старшего сына 2-го барона, супруг журналистки Маши Слоним[4];
- 1990—1994: Клауд Стивен Филлимор, 4-й барон Филлимор[англ.] (15 января 1911 — 29 марта 1994), второй сын 2-го барона Филлимора, дядя предыдущего[5];
- 1994—2025: Фрэнсис Стивен Филлимор, 5-й барон Филлимор[вд] (25 ноября 1944 — 14 мая 2025), единственный сын предыдущего[6];
- 2025 — настоящее время: Тристан Энтони Стивен Филлимор, 6-й барон Филлимор (род. 18 августа 1977), старший сын предыдущего[7];
  - Наследник титула: достопочтенный Джулиан Майкл Клод Филлимор (род. 3 ноября 1981), младший брат предыдущего[8];.